# João Pedro Rodrigues
João Pedro Rodrigues (Lisboa, 1966) es un cineasta portugués. 

## Biografía
Realizó sus estudios en la Escola Superior de Teatro e Cinema de Lisboa. Se inició como ayudante de dirección y montaje en películas de realizadores como Alberto Seixas Santos, adscrito al movimiento del Novo Cinema portugués, y Teresa Villaverde entre otros. 

## Trayectoria
Comenzó su actividad como realizador en 1997. O Fantasma (El fantasma), del año 2000, es su primer largometraje, filme singular y valiente por la temática y la ejecución. Tras causar cierto escándalo en Portugal, la película se exhibió, haciéndose notar, en otros países como España, Francia, Brasil, Estados Unidos e Italia, en muchas ocasiones dentro de festivales y muestras de temática LGBT (como la Mostra Lambda de Barcelona -ahora llamada "Fire"-). Fue considerada una de las mejores producciones de su año por Film Comment, la revista de crítica cinematográfica que edita The Film Society of Lincoln Center. Sinopsis: Sergio, es un atractivo y solitario joven que trabaja en el servicio nocturno de recogida de basuras de Lisboa.  En compañía de su perro Lorde, recorre las calles lisboetas en busca de encuentros sexuales con hombres anónimos. Una noche, un guapo motero se convierte en objeto de deseo de Sergio, hasta el punto de obsesionarse con él. Le espía, le sigue, irrumpe en su casa para marcar el territorio como un animal, busca en su basura y convierte sus guantes de motorista en un fetiche. Cuando Sergio es rechazado es consciente por vez primera de su completa soledad. Se mete en un juego que al final él no controla, conociendo, como siempre, la inevitable pérdida. Es un valiente y crudo retrato sobre el descenso a los infiernos de la obsesión, el morbo, el sexo, y finalmente la soledad.
Odete (2005), su segundo largometraje, obtuvo mayor repercusión internacional, estrenándose en el festival de Cannes. Sinopsis: Odete, empleada de un supermercado, es abandonada por su novio porque él no quiere tener un hijo con ella. En paralelo, se narra la relación entre Pedro y Rui. Pedro muere en un trágico accidente de tráfico en el día del aniversario de su relación con Rui. En el velatorio de Pedro, al que asisten, entre otros, el desconsolado Rui, Odete decide proclamar públicamente su amor por el fallecido Pedro (al que en realidad nunca conoció ni amó) y a partir de ese momento ella vive una vida ficticia como supuesta “viuda” de Pedro. La película es una gran reflexión sobre la soledad y la vida tras la desaparición de la persona amada (real en el caso de Rui y fingida en el caso de Odete).
Morrer como um homem (Morir como un hombre), del año 2009, también se estrenó en el festival de Cannes en ese mismo año. Sinopsis: mientras continúa esperando su operación de cambio de sexo, Tonia, envejecida y venida a menos, sigue ofreciendo su espectáculo de travestismo en un modesto club. Aunque su show está más que afianzado con el paso de los años, su reinado se ve amenazado por las nuevas generaciones de transexuales y travestis. Por suerte, en casa la espera su fiel perrita, a la que dedica todas sus atenciones, y también su novio Rosario, un joven de la calle adicto a las drogas. Para completar el cuadro, entra en escena su hijo, totalmente homófobo.
La mayor parte de su trabajo está producido por la compañía productora y distribuidora lusa Rosa Filmes, contando con la colaboración del productor, guionista y profesor universitario Amândio Coroado.

## Vida personal
Ha manifestado públicamente su homosexualidad.

## Filmografía
- Fuego fatuo (2022)[2]
- El ornitólogo (2016)
- La última vez que vi Macao (2012), codirigida y coescrita con João Rui Guerra da Mata.[3]
- Morrer como un homem (2009)
- China China (2007) cortometraje, guion de João Rui Guerra da Mata, codirector junto a Rodriques.[4]
- Odete (2005)
- O Fantasma (2000)
- Viagem à Expo (1998), cortometraje
- Esta é a minha Casa (1997), mediometraje
- Parabéns! (1997) cortometraje. Se exhibió en el 54.º Festival Internacional de Cine de Venecia
- O Pastor (1988), cortometraje.